# Homorúd, Baranya
Homorúd este un sat în districtul Mohács, județul Baranya, Ungaria, având o populație de 653 de locuitori (2011). 

## Demografie
Componența etnică a satului Homorúd
     Maghiari (92,3%)
     Germani (2,99%)
     Croați (2,36%)
     Romi (1,1%)
     Necunoscut (0,79%)
     Sârbi (0,47%)
     Alții (0,79%)
Componența confesională a satului Homorúd
     Romano-catolici (68,15%)
     Fără religie (11,64%)
     Reformați (3,37%)
     Necunoscută (15,16%)
     Alte religii (2,76%)
Conform recensământului din 2011, satul Homorúd avea 653 de locuitori. Din punct de vedere etnic, majoritatea locuitorilor (92,3%) erau maghiari, existând și minorități de germani (2,99%), croați (2,36%) și romi (1,1%). Apartenența etnică nu este cunoscută în cazul a 0,79% din locuitori.  Din punct de vedere confesional, majoritatea locuitorilor (68,15%) erau romano-catolici, existând și minorități de persoane fără religie (11,64%) și reformați (3,37%). Pentru 15,16% din locuitori nu este cunoscută apartenența confesională.